# جوك نيلسون
جوك نيلسون (بالإنجليزية: Jock Nelson)‏ هو سياسي أسترالي، ولد في 28 مايو 1908 في أستراليا، وتوفي في 20 يونيو 1991 في نفس البلد. حزبياً، نشط في حزب العمال الأسترالي. وقد انتخب member of the Northern Territory Legislative Council ‏ (13 ديسمبر 1947 – 10 ديسمبر 1949) وانتخب Administrator of the Northern Territory ‏ (10 ديسمبر 1973 – 12 نوفمبر 1975) وانتخب عضو مجلس النواب الأسترالي عن دائرة Division of Northern Territory ‏ (10 ديسمبر 1949 – 31 أكتوبر 1966).